# Лейк-Ерроугед (Мен)
Лейк-Ерроугед (англ. Lake Arrowhead) — переписна місцевість (CDP) в США, в окрузі Йорк штату Мен. Населення — 3192 особи (2020).

## Географія
Лейк-Ерроугед розташований за координатами 43°39′44″ пн. ш. 70°44′25″ зх. д. / 43.66222° пн. ш. 70.74028° зх. д. (43.662311, -70.740228).  За даними Бюро перепису населення США в 2010 році переписна місцевість мала площу 16,53 км², з яких 13,50 км² — суходіл та 3,03 км² — водойми.

## Демографія
Згідно з переписом 2010 року, у переписній місцевості мешкала 3071 особа в 1019 домогосподарствах у складі 814 родин. Густота населення становила 186 осіб/км².  Було 1324 помешкання (80/км²).
Расовий склад населення:
| - 97,5 % — білих - 0,5 % — чорних або афроамериканців - 0,4 % — азіатів - 0,3 % — корінних американців |

До двох чи більше рас належало 1,3 %. Частка іспаномовних становила 1,3 % від усіх жителів.
За віковим діапазоном населення розподілялося таким чином: 32,5 % — особи молодші 18 років, 63,5 % — особи у віці 18—64 років, 4,0 % — особи у віці 65 років та старші. Медіана віку мешканця становила 31,5 року. На 100 осіб жіночої статі у переписній місцевості припадало 99,0 чоловіків;  на 100 жінок у віці від 18 років та старших — 97,4 чоловіків також старших 18 років.
Середній дохід на одне домашнє господарство  становив 69 078 доларів США (медіана — 65 219), а середній дохід на одну сім'ю — 74 930 доларів (медіана — 67 000). Медіана доходів становила 47 104 долари для чоловіків та 38 980 доларів для жінок. За межею бідності перебувало 15,0 % осіб, у тому числі 20,2 % дітей у віці до 18 років та 16,5 % осіб у віці 65 років та старших.
Цивільне працевлаштоване населення становило 1222 особи. Основні галузі зайнятості: освіта, охорона здоров'я та соціальна допомога — 35,5 %, виробництво — 18,9 %, фінанси, страхування та нерухомість — 10,4 %, роздрібна торгівля — 7,9 %.